# 艾法特足球會
艾法特足球會（英語：Al-Fateh FC），又稱「穆巴拉茲征服者」，是一家位于沙特阿拉伯东部省，哈薩綠洲穆巴拉茲市的足球會，1958年成立。
隊名中是阿拉伯語，意意為「征服」；绰号为「Al-Namothaji」，意為「模範角色」。
於2012–13年首次奪得沙特職業足球聯賽冠軍。

## 榮譽
- 沙特職業足球聯賽:
  - 冠軍 (1) : 2012–13
- 沙特超級盃:
  - 冠軍 (1) : 2013
- 沙特甲組足球聯賽
  - 亞軍 (1) : 2007–08
- 沙特乙組足球聯賽
  - 冠軍 (2) : 1996–97, 1998–99
  - 亞軍 (1) : 2002–03

## 著名現員
- （Jason Denayer，2023-25）

## 外部連結
- 阿爾菲斯足球會官方網站 （页面存档备份，存于）